# Stockholms cityplan fra 1967
Stockholms cityplan fra 1967 (på svensk Principplan för den fortsatta citysaneringen eller City 67) var en udvidet masterplan for bymoderniseringen af Stockholms City, der blev vedtaget i 1968 og udarbejdet af Nedre Normalmskomitéen med byplanlæggeren Anders Nordberg i spidsen. Cityplanen fra 1967 var en færdiggørelse og ændring af projektet fra 1962, men allerede i 1978 erstattede man denne 1967-plan med den nyere cityplan fra 1977.

## Projektet i 1967

### Trafikken
I forbindelse med den kollektive trafik foreslog man i City 67 en udvidelse af Stockholms Tunnelbana med blandt andet en metrogren mod Nacka og en anden til Lidingö. For biltrafikken blev der præsenteret en motorvejsring rundt om byen med en rute meget lig den politiske Dennispakke fra 1992. To motorveje, en i nord-syd-gående retning (Söderledstunneln-Centralbron-Klarastrandsleden) og en i øst-vest-gående retning, den såkaldte Rådmansleden, blev inkluderet i forslaget samt etableringen af en række lokale hovedgader.
Det største indgreb i den eksisterende bebyggelse, var udvidelsen af Tunnelgatan og David Bagares Gata til en lokal hovedfærdselsåre, der skulle gå fra Klarastrandsleden via Humlegårdsgatan til Sturegatan. At løfte gadens niveau op over Drottninggatan og Vasagatan og udvide den, ville have betydet, at alle bygninger langs gaden skulle rives ned. Idéen var at erstatte de nedrevne huse med en række parkeringshuse på sydsiden og fem kraftige punkthuse på nordsiden. I City 67 planlagde man desuden Blasieholmsleden, der ville forbinde Strandvägen med Skeppsbron via en biltunnel under Norrström, og Strömbron; en bro bygget i 1946 som en midlertidig løsning, der efterfølgende skulle rives ned. Med City 67 skulle der bygges i alt tyve parkeringshuse i Stockholms innerstad med næsten 30.000 parkeringspladser, hvilket var 10.000 pladser mere i forhold til Cityplanen fra 1962.

### Bebyggelsen
Som nævnt ville den største ændring i bygningerne ske langs Tunnelgatan og dens fortsættelse mod Humlegården. På modellen (figur 2) ses nye bygninger mellem Tunnelgatan og Kungsgatan samt i området syd for Kungsgatan. Ved at udvide lokalplansområdet steg antallet af berørte ejendomme fra godt 800 til godt 950.
Introduktionen til City 67 berører også "Corso", der var et konkurrenceforslag fra EGT-gruppen (Ralph Erskine, Léonie Geisendorf og Anders Tengbom) for området mellem Sergels Torg og Gustav Adolfs Torg, som bedømmelseskomitéen besluttede at kigge på. EGT's forslag adskilte sig imidlertid kraftigt fra den eksisterende cityplan fra 1962, og derfor afviste City 67-udvalget forslaget med ordene: 'Udvalget fraråder på sin side kraftigt de ændringer i byfornyelsen, der er foreslået i EGT-forslaget. EGT-projektet og debatten førte imidlertid til omfattende revisioner af byplanen og forbedringer af fodgængernes forhold, for eksempel blev det foreslået, at Drottninggatan skulle være gågade.
I stedet for EGT-gruppens idé blev Peter Celsings projekt implementeret for Kulturhuset på Sergels Torg og Riksbanken ved Brunkebergstorg. Celsings forslag var helt i tråd med cityplanen fra 1962. Cityfornyelsen omkring Tunnelgatan, Kungsgatan og forbindelsen mellem Strandvägen og Skeppsbron blev aldrig gennemført, og en planlagt motorvejsring rundt om byen er fortsat ikke besluttet.

### Etapeinddelingen
I Cityplanen fra 1967 blev der desuden lavet en trinvis opdeling af de forskellige delområder og byggefaser:
- Byggeriets fase 1, omfattede Hötorgscity og Sergels Torg (stort set afsluttet i dag).
- Byggeriets fase 2, omfattede blokkene syd for Sergels Torg med Riksbanken, Kulturhuset (der var ved at blive opført i 1967) og Klaratunnelen.
- Anlægsfase 3 omfattede Tunnelgatans udvidelse og omdannelse til lokal hovedgade (gennemført i løbet af 1970'erne).
- Anlægsfase 4, omfattede dele af Östermalm op til Humlegårdsgatan og Sibyllegatan (udført i slutningen af 1970'erne og begyndelsen af 1980'erne).
- Anlægsfase 5 omfattede Blasieholmen og Blasieholmsleden (gennemført i midten af 1970'erne).

Af disse faser blev kun bygningsfase 1 og 2 udført i sidste ende.